# Butterfly Kiss
Butterfly Kiss (bra O Beijo da Borboleta) é um filme britânico de 1995, do gênero comédia dramática, dirigido por Michael Winterbottom.
Participou da competição do Festival de Berlim.

## Sinopse
Sitiado nas estradas cinzentas de Lancashire, Butterfly Kiss conta a história de Eunice, uma assassina em série bissexual, e Miriam, uma moça inocente e solitária que se encontra sob seu controle.

Miriam foge de casa e conhece Eunice, e logo se torna sua amante e ajudante. Em uma parada de caminhões,  Eunice oferece Miriam à um caminhoneiro contra a vontade dela, mas a resgata no meio do estupro ao matar o homem. Quando a dupla recebe uma carona de um libertino, Miriam vê Eunice e ele transando no banheiro do motel em que os três se hospedam. Confundindo o encontro sexual com um estupro, Miriam mata o homem com a ducha do chuveiro, para a felicidade de Eunice. Finalmente, Eunice leva Miriam para ver o oceano, onde a assassina pede que a jovem a mate.